# Romeu Martins Rezende
Romeu Martins Resende (* 23. Januar 1998 in Araguaína), auch Romeu Martins de Resende oder nur Romeu genannt, ist ein brasilianischer Fußballspieler.

## Karriere
Romeu erlernte das Fußballspielen in der Jugend vom Coritiba FC im brasilianischen Curitiba. Seinen ersten Vertrag unterschrieb er Anfang 2019 beim Maringá FC in Maringá. Ende Januar 2020 ging er nach Europa. Hier unterschrieb er in Schweden einen Vertrag beim Drittligisten |FC Linköping City. Für den Verein aus Linköping bestritt er 23 Ligaspiele. Hierbei erzielte er drei Treffer. Anfang März 2021 kehrte er nach Brasilien zurück. Hier spielte er bis Mitte August 2023 für den Boa EC, Atlético Monte Azul, EC Passo Fundo und EC Taubaté. Am 17. August 2023 ging er in den Irak. Hier schloss er sich in Basra dem Naft Al-Basra SC an. Ende Januar 2024 wechselte er in seine Heimat zu seinem ehemaligen Verein Atlético Monte Azul. Über die Stationen Athletic Club und AO Itabaiana ging er im Sommer 2025 nach Thailand. Hier nahm ihn der in der ersten Liga spielende Sukhothai FC unter Vertrag.